# Matthäus Schwarz
Matthäus Schwarz (19 février 1497 - vers 1574) est un comptable allemand, connu pour avoir rédigé le Livre des costumes, ouvrage répertoriant les vêtements qu'il a porté entre 1520 et 1560.  L'ouvrage est considéré comme « le premier livre de mode du monde ». 

## Jeunesse
Schwarz nait à Augsbourg , fils d'Ulrich Schwartz le Jeune, négociant en vin.  Il vient d'une famille  de charpentiers de Rettenbergen en Bavière qui a déménagé à Augsbourg au XVe siècle.  Son grand-père, Ulrich Schwarz, était maître de la guilde des charpentiers à Augsburg et maire d'Augsbourg de 1469 à 1477. Il perdit le pouvoir après des disputes avec les principales familles de la ville et fut exécuté en 1478. 
Schwartz fait ses études à Augsburg et Heidenheim. Sa mère meurt en 1502. Comme il n'est pas assez bon en latin pour devenir moine comme son frère, il travaille pour son père puis devint apprenti marchand à Milan et à Venise, où il s'initie aux techniques comptables. 

## Carrière professionnelle
Il commence à travailler pour un riche marchand d'Augsbourg Jakob Fugger en 1516 et rédige, en 1518, un manuscrit de comptabilité intitulé Dreierlay Buchhaltung (comptabilité en trois parties).  Ce travail, resté inédit, réécrit par Schwartz en 1550, est seulement publié au début du XXe siècle.  Fugger, connu sous le nom de Fugger au Lys ou Jacob le Riche, membre de la famille des banquiers et marchands Fugger, a fait fortune comme banquier de la dynastie des Habsbourg avant sa mort en 1525.  Fugger a légué des actifs d'une valeur de plus de 2 millions de florins à son neveu, Anton Fugger, pour qui Schwartz a également travaillé. Le père de Schwartz meurt en 1519. La même année, Schwartz commence une autobiographie, De Wellt lauff (« Le Cours du monde »), restée inédite. 
Il épouse Barbara Mangold en 1538.  Le musée Thyssen-Bornemisza et la collection Kisters détiennent respectivement deux portraits de Schwartz et de son épouse datant de 1542, réalisés par Christoph Amberger . 
Matthäus Schwarz est anobli par Charles V, empereur du Saint-Empire romain en 1541 et meurt à Augsbourg vers 1574.

## Livre des costumes
Schwarz est fasciné par les vêtements, dépense une grande partie de ses revenus pour en acheter et documente son apparence tout au long de sa vie d'adulte.  Il a besoin d'un serviteur pour s'habiller.  A cette époque, l'intérêt pour la mode et les beaux vêtements est l'apanage de la seule aristocratie. Lorsque des lois somptuaires fixent les règles de l'habillement selon le rang et la fonction sociale, Schwarz veille à s'y conformer, par exemple en portant des manches fantaisie si les chausses étaient interdites . 
De 1520 à 1560, il commande à des artistes des aquarelles le représentant fidèlement dans des vêtements à la mode.  L'œuvre comprend d'abord 36 images réalisées en 1520 par Narziss Renner. Elles reconstituent la vie de Schwartz jusqu'à cette date, depuis sa naissance, puis comme nourrisson, écolier et apprenti.  Schwartz commande 101 images supplémentaires dans les 40 années suivantes, toujours réalisées par Renner, jusqu'en 1536, puis par des artistes de l'atelier de Christoph Amberger.  Y figurent deux portraits de Schwartz, nu, vu de dos et de face, en 1526, âgé de 29 ans, qui sont considérés comme les plus anciennes images d'hommes entièrement nus de l'art nord-européen. Il se fait représenter après sa guérison d'un accident vasculaire cérébral, à 52 ans, ainsi qu'en vêtements de fête pour la visite de Maximilien Ier, empereur du Saint-Empire romain, pour la diète d'Augsbourg en 1518, pour le mariage d'Anton Fugger en 1527 et pour la visite de Ferdinand, duc d'Autriche en 1530. On le voit en robe de deuil noire pour la mort de son père en 1519. La dernière image le montre en vieillard pleurant la mort d’Anton Fugger en 1560.  Schwartz a ajouté aux images des commentaires manuscrits expliquant à quelle occasion était portée chaque tenue, avec sa devise latine, Omne quare suum quia (toute interrogation a son principe). 

Schwartz en fait un ouvrage relatant sa vie qu'il appelait son Klaidungsbüchlein (« Livret de vêtements »), connu aujourd'hui sous le nom de Trachtenbuch (« Livre des costumes »).   

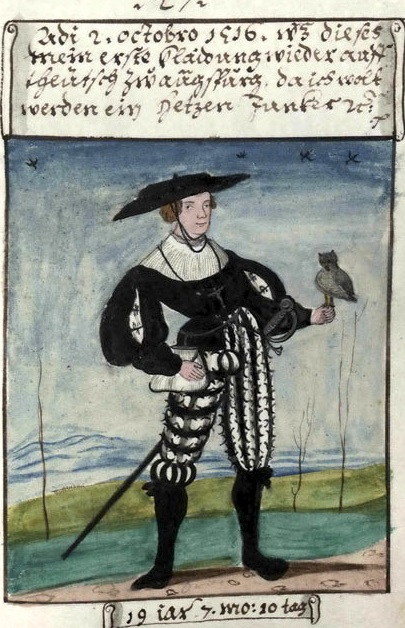
19 ans 7 mois et 10 jours
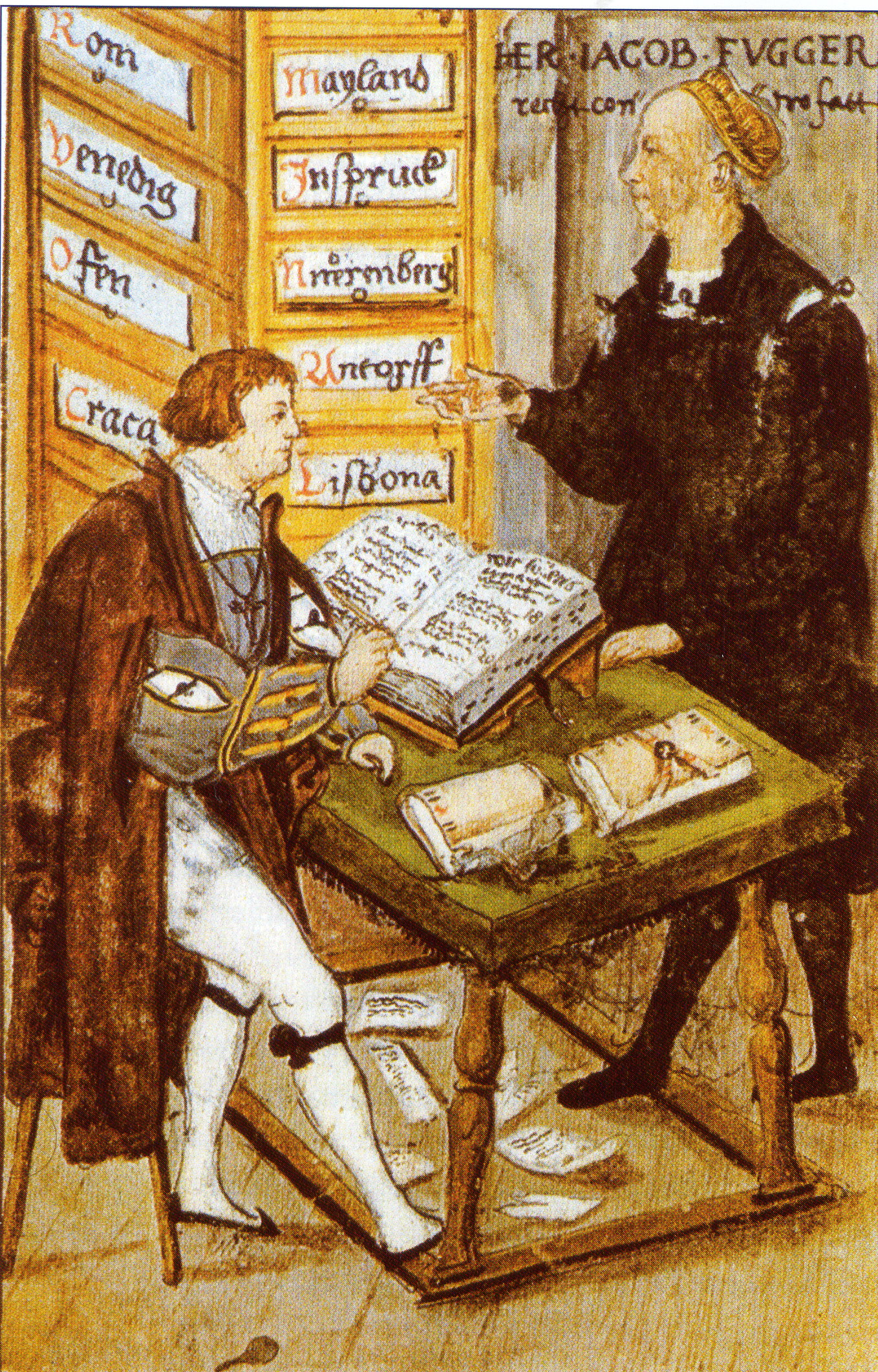
19 ans 8 mois et 8 jours
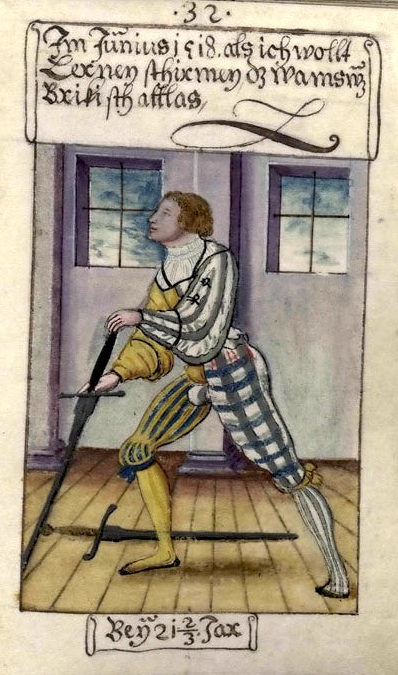
21 ans 2/3
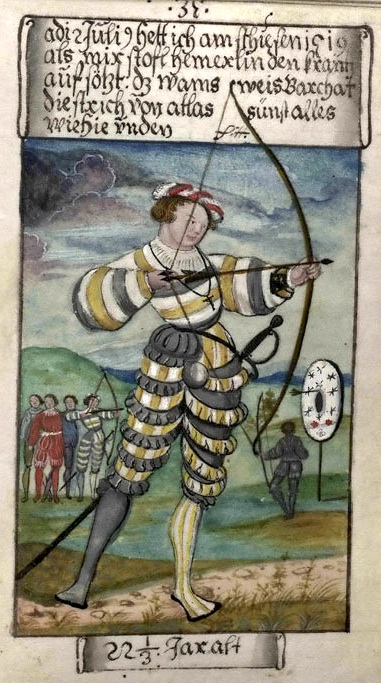
22 ans 1/3
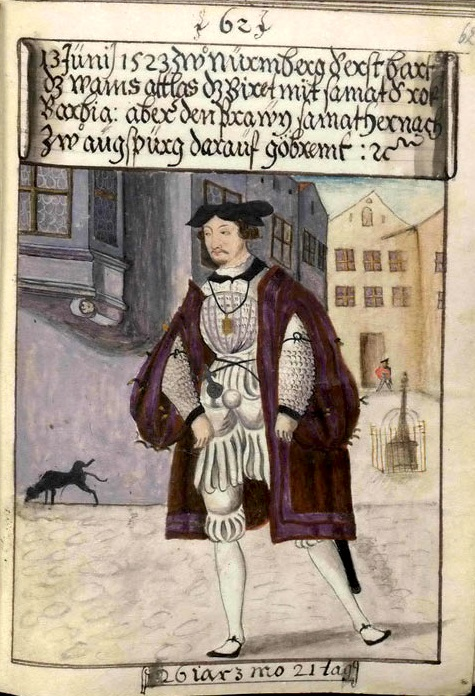
26 ans 3 mois et 21 jours
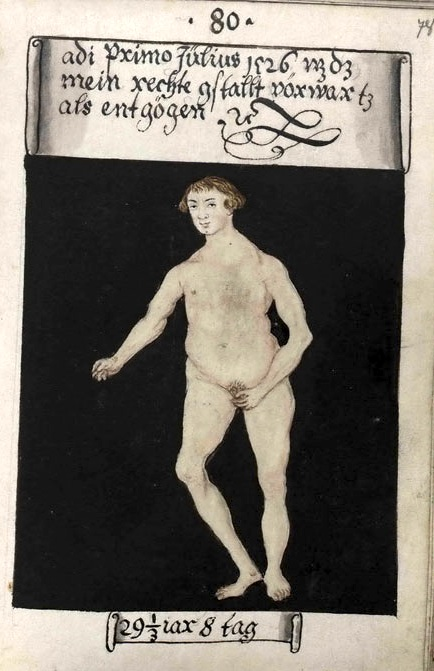
29 ans 1/3 et 8 jours
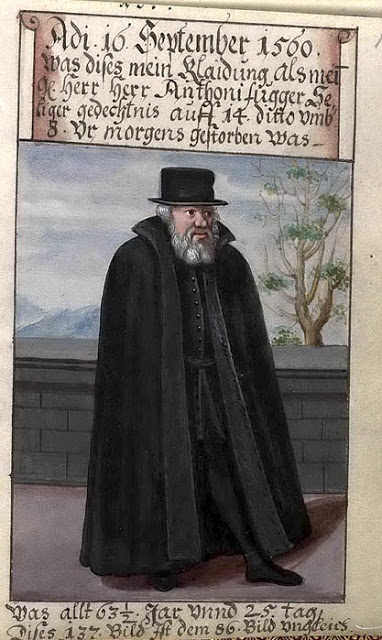
63 ans 1/2 et 25 jours

Des parallèles peuvent être établis avec les œuvres semi-autobiographiques très illustrées de l'empereur Maximilien, Theuerdank , Weisskunig et Freydal .  
Schwartz encourage son fils à poursuivre le projet.   
Schwartz a été surnommé « Le Maniaque du vêtement », mais le catalogage méticuleux de ses vêtements a pu être une extension de son désir de tout documenter. 

### Les manuscrits duLivre des costumes
À la fin du XVIIe siècle, les manuscrits des deux Livres des costumes de Matthäus Schwarz et de son fils Veit Konrad Schwarz ont été transférés depuis la bibliothèque ducale de Wolfendbüttel au musée Herzog Anton Ulrich à Brunswick. 
La princesse Sophie de Hanovre fait exécuter, en 1704, une copie du manuscrit de Matthäus Schwarz qui se trouve à la bibliothèque de Hanovre.
L'exemplaire conservé à la Bibliothèque nationale de Paris provient sans doute de la bibliothèque des Ducs de Brunswick pris en 1806 par Vivant Denon, avec 250 autres manuscrits destinés à enrichir la Bibliothèque impériale et non restitué en septembre 1815 selon l'état dressé par le conservateur Charles Benoît Hase

### Ouvrages
- (de) A. Fink, Die Schwarzchen Trachtenbücher, Berlin, S. F. Christensen, 1963

- Philippe Braunstein (trad. de l'allemand), Un banquier mis a nu : Autobiographie de Matthäus Schwarz, bourgeois d'Augsbourg, Paris, Éditions Gallimard, coll. « Découvertes Gallimard Albums », 7 décembre 1992, 143 p. (ISBN 2-07-056857-1, lire en ligne)
- (en) The First Book of Fashion : The Books of Clothes of Matthäus & Veit Konrad Schwarz of Augsburg, Londres, Bloomsbury Publishing, 22 octobre 2015, 410 p. (ISBN 978-0-85785-768-2, lire en ligne)
- (en) Ulinka Rublack, Le genre dans l'histoire allemande de l'époque moderne, Cambridge University Press, 202 (lire en ligne), p. 27-43
- Les fugeurs d'Augsbourg: À la recherche de la richesse et des honneurs dans la Renaissance allemande , Mark Häberlein, p.   112
- Les échanges culturels dans les débuts de l'Europe moderne, volume 4 , édité par Robert Muchembled, William Monter, p.   264
- Ulinka Rublack, Dressing Up. Cultural Identity in Renaissance Europe, Oxford University Press, 2010

### Articles
- (en) Ulinka Rublack, « Renaissance Fashion: La naissance de Power Dressing », History Today,‎ 2011 (lire en ligne)
- Inside Out: Clothes, dissimulation et arts de la comptabilité dans l'autobiographie de Matthäus Schwarz, 1496-1574 , Valentin Groebner, Représentations, no 66 (printemps 1999), p.  100-121